# لي أنجيلو بال
لي أنجيلو بال (بالإنجليزية: LiAngelo Ball)‏ مواليد 24 نوفمبر 1998 في آناهايم، هو لاعب كرة سلة أمريكي. يلعب في مركز مدافع مسدد الهدف. بدأ مسيرته الاحترافية في سنة 2018. يبلغ طوله 6 قدم 5 بوصة (2.0 م).

## روابط خارجية
- لي أنجيلو بال على موقع IMDb (الإنجليزية)
- لي أنجيلو بال على موقع ميوزك برينز (الإنجليزية)
- لي أنجيلو بال على موقع إن بي أي (الإنجليزية)
- لي أنجيلو بال على موقع سبورتس رفرنس (الإنجليزية)
- لي أنجيلو بال على موقع كرة السلة الأوروبية.كوم (الإنجليزية)
- لي أنجيلو بال على موقع إي إس بي إن.كوم (الإنجليزية)
- لي أنجيلو بال على موقع ريلجم (الإنجليزية)
- لي أنجيلو بال على موقع بروبوليرز (الإنجليزية)
- لي أنجيلو بال على موقع سبورتس رفرنس (الإنجليزية)